# The Great Circus Mystery

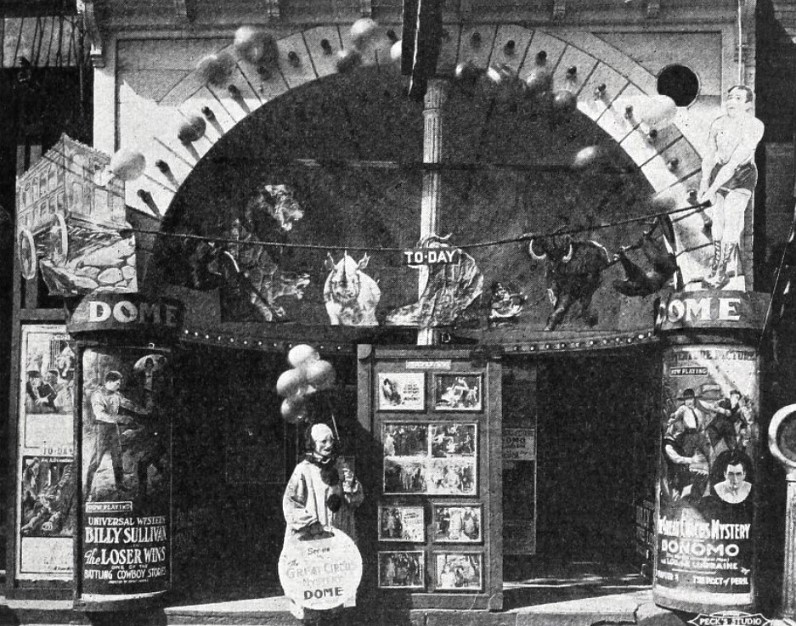
The Great Circus Mystery (1925) em cartaz no teatro Dome em Akron, Ohio.

The Great Circus Mystery, também conhecido como The Leopard's Lair, é um seriado estadunidense de 1925, gênero aventura, dirigido por Jay Marchant, em 15 capítulos, estrelado por Joe Bonomo e Louise Lorraine. Foi produzido e distribuído pela Universal Pictures, e veiculou nos cinemas estadunidenses entre 9 de março e 15 de junho de 1925.
Este filme é considerado perdido.

## Elenco
- Joe Bonomo - Welles 'Red' Landow
- Louise Lorraine - Trixie Tremaine
- Robert Graves - Adams (creditado Robert J. Graves)
- Robert Seiter - Darrell
- Carmen Phillips - Natchi
- Slim Cole - Mystery Man
- Sam Polo
- Albert Prisco
- Monte Montague
- Jack A. Goodrich
- Floyd Criswell
- Eduardo Martini
- Carlo De Bernardi
- Cecil Woodworth
- Tul Loraine
- Carlotta
- Charles Magetti
- Tony Brock
- Morgan Brown
- Buck Russ
- Frank Coghlan Jr. (creditado Junior Coghlan)

## Capítulos
1. Pact of Peril
2. A Cry for Help
3. A Race with Death
4. The Plunge of Peril
5. The Ladder of Life
6. A Leap for Liberty
7. Harvest of Hate
8. Fires of Fate
9. Cycle of Fear
10. The Leopard Queen
11. The Sacred Ruby
12. Dive of Destiny
13. A Leap for Liberty
14. Buried Treasure
15. The Leopard Strikes

## Detalhes da produção
Durante as filmagens de uma cena onde um leão cheira sua personagem quando ela está inconsciente, Louise Lorraine teve que interagir com um Leão real, que se recusou a deixá-la após a cena. Ela teve que permanecer completamente imóvel, enquanto vários membros do elenco (e o domador) distraiam o Leão para persuadi-lo a deixá-la.
Louise Lorraine muitas vezes fazia suas próprias cenas perigosas. No entanto, o diretor recusou-se a permitir que ela fizesse uma cena de carro, bastante simples, que foi feita por um dublê. Durante umatomada de cena, algo deu errado e o carro capotou, matando todos que estavam dentro.

## Seriado no Brasil
The Great Circus Mystery estreou no Brasil em 28 de janeiro de 1932, no Cine Cambuci, em São Paulo, sob o título “Sansão do Circo”.